# 移動型組織犯罪グループ

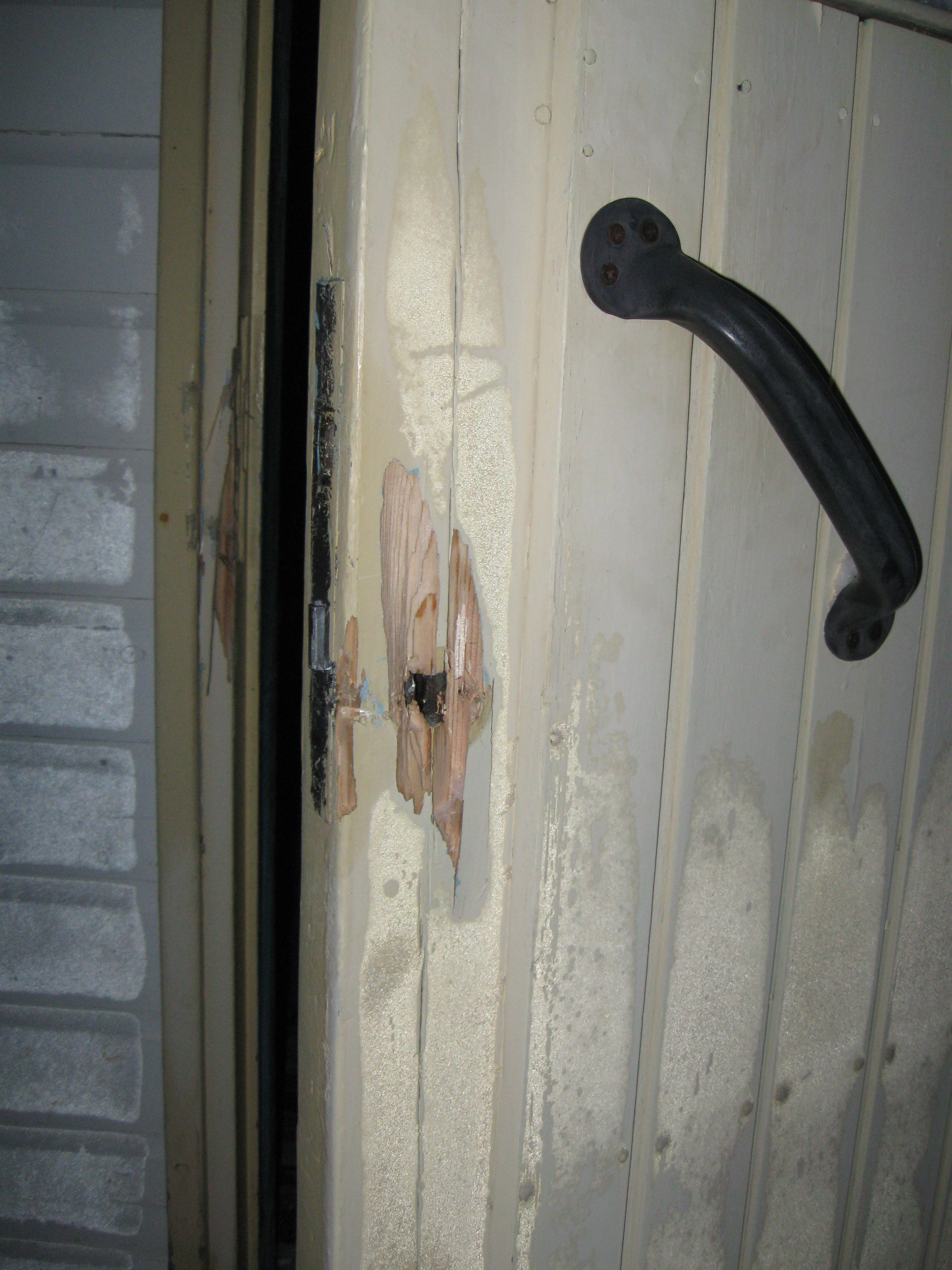
無理に開かれたドア

移動型組織犯罪グループ(Mobile Organised Crime Groups)は、ヨーロッパ全土で活動する組織化された犯罪グループであり、巡回犯罪者(Wanderkriminelle)としても知られている。
強盗、車上荒らし、万引き、スリ、トリック窃盗(取り外しを隠蔽した窃盗)、特殊詐欺（孫を装った詐欺電話など）、非鉄金属の窃盗、スキミング、現金窃盗として活動している。このグループは通常、5 ～ 25 人の加害者で構成されており、多くは南ヨーロッパまたは東ヨーロッパからきたメンバーである。通常、多数の行為が短時間で連続して実行されるため、全体的な損害が大きくなる傾向がある。
移民犯罪との闘いを強化するために、ベルギーとフランスの国々によってEMPACT プロジェクト Mobile (巡回) OC Groups (MOCG)が欧州刑事警察機構(Europol)で立ち上げられた。犯罪組織は、14歳未満の場合は、訴追を免れるため子供や 14 歳未満の人間を繰り返し犯罪に利用している。14歳未満の場合は刑事責任がないため、訴追を免れることができる。犯罪の背後にいる人物の捜査は通常成功することがないが、彼らは第25条第1項に基づく犯罪者である。